# 音と言葉
『音と言葉』（おととことば、原題：Ton und Wort ）は、ドイツの指揮者・作曲家であったヴィルヘルム・フルトヴェングラーの著作。彼の1918年から死の年の1954年までの様々な論文、講演を収録した評論集である。1956年にドイツのブロックハウスから出版された。日本語版は芦津丈夫訳で白水社から刊行されている。

## 収録されている論文・講演一覧
白水社刊の「音と言葉」目次による。全32編の論考・講演が収録されている。
- ベートーヴェンの音楽について（1918年）
- ヴァーグナー『ニーベルングの指環』の音楽について（1919年）
- 暗譜指揮について（1926年）
- 演奏会プログラム（1930年）
- 誤解されたヴァーグナー（1931年）
- 音楽の生命力（1931年）
- ヨハネス・ブラームス（1931年）
フルトヴェングラーはブラームスに対し、「時代を間違えて生まれてきた作曲家」と位置づけ、格別の親近感を抱いていた。
- ゲーテ（1932年）
- バロック音楽の演奏について（1932年）
　フルトヴェングラーのバロック音楽演奏観が述べられた論考で、それによれば、バロック時代と現代ではホールの大きさが違い、またバッハの時代には奏者の数が経済的理由から制限されていたのであるから、現代に於いてバロック音楽を大ホールで演奏するためには編成を拡大すべき、と述べている。
- 音楽危機における古典派作曲家たち―ベルリン・フィル祝典講演（1932年）
ベルリン・フィルハーモニー管弦楽団の創立50周年を記念した講演会。
- ハイドンのドイツ旋律（1932年）
- ドイツ国民の芸術―ヨーゼフ・ゲッベルスへの手紙（1933年）
ナチスの文化政策、特にユダヤ人芸術家の排斥運動に対して抗議の意味を込めて宣伝相ゲッベルス宛に書いた手紙。
- マックス・フォン・シリングスを偲んで（1933年）
マックス・フォン・シリングスはフルトヴェングラー若かりし頃の家庭教師であり、恩師と同時に親友であった作曲家・指揮者。
- 作品解釈について―音楽の宿命的な問題（1934年）
- ブラームスと現代の危機（1934年）
これも「時代を間違えた作曲家」ブラームスへのオマージュ的論考である。
- ヒンデミット事件（1934年）
1934年にドイツ楽壇で大きな話題を呼んだ「ヒンデミット事件」に際して書かれた新聞投稿である（1934年11月25日、「ドイツ一般新聞」（ドイッチェ・アルゲマイネ・ツァイトゥング（ドイツ語版））に掲載された）。ナチスが「退廃芸術家」ヒンデミットの新作オペラ『画家マティス』のベルリン国立歌劇場での初演を禁じたことに抗議して、フルトヴェングラーはこの投稿でナチスを非難し、ヒンデミットを現代と未来のドイツ音楽にとってなくてはならない人物と擁護した。フルトヴェングラーはこの事件でベルリン・フィルハーモニー管弦楽団の監督をはじめとするあらゆる公職を辞し、ヒンデミットはトルコに亡命、ベルリン国立歌劇場の楽長であった指揮者エーリヒ・クライバーも亡命するなど、大きな波紋を呼んだ。
- 音と言葉（1938年）
- アントン・ブルックナー（1939年）
- ヴァーグナー問題―ニーチェ風の随想（1941年）
50ページ以上に及ぶ本書の中心論文とも言うべき論考。
- 『フィデーリオ』の序曲（1942年）
ベートーヴェンのオペラ『フィデリオ』の終幕の前に「レオノーレ序曲第3番」を演奏することの正当性を主張した論文。
- ヴィーン・フィルハーモニー――創立百周年記念公演（1942年）
ウィーン・フィルハーモニー管弦楽団の創立100周年にあたって行われた記念講演。世界に冠たるウィーン・フィルの唯一無二の価値を力説した講演であった。
- ベートーヴェンの世界的価値（1942年）
- 友人カール・シュトラウベの七十歳の誕生日によせて（1943年）
カール・シュトラウベはフルトヴェングラーが親交を持っていた「トーマスカントル」である。
- ロマン主義への省察（1943年）
- ハンス・ザックスの指針―芸術と民衆について（1944年）
- ハインリヒ・シェンカー―一つの時代的な問題（1947年）
ハインリヒ・シェンカーはフルトヴェングラーが懇意にしていた音楽学者で、「シェンカー理論」による楽曲分析法はフルトヴェングラーの作品解釈に大きな影響を与えた。
- 一作曲家の言葉―『第二シンフォニー』の初演にのぞんで（1948年）
フルトヴェングラーの交響曲第2番ホ短調の初演にあたっての文章。
- フルトヴェングラーへの問い―ベルリン・フィルのヨーロッパ演奏旅行（1950年）
インタビュー記事。
- 『魔弾の射手』
- バッハ（1951年）
- ベートーヴェンと私たち―『第五シンフォニー』第一楽章についての省察（1951年）
フルトヴェングラーの楽曲分析が述べられた数少ない論考。ベートーヴェンの交響曲第5番ハ短調の第1楽章のいわゆる「運命の動機」を、全体から切り離して演奏することについての正当性を述べた論文。
- 偉大さはすべて単純である（1954年）